# Чавдарски, Ванчо
Ванчо Чавдарски (макед. Ванчо Чавдарски; 3 марта 1930, Владимирово — 9 октября 2001, Брисбен) — северомакедонский дирижёр.

## Биография
Окончил Белградскую музыкальную академию, ученик Живоина Здравковича. В дальнейшем совершенствовал своё мастерство в Германии под руководством Ханса Шмидта-Иссерштедта. В 1962 году занял второе место на международном конкурсе дирижёров в Ливерпуле (победу одержал Дитфрид Бернет).
До 1970 года работал в Югославии, в том числе в Македонском театре оперы и балета, в 1965—1970 гг. возглавлял Македонский филармонический оркестр. После этого преимущественно работал в других странах. В 1974—1980 гг. главный дирижёр Тасманийского симфонического оркестра, в 1978—1982 гг. — Квинслендского оркестра, затем в Канаде и Южной Корее. В 1980-х гг. несколько раз возвращался в Югославию — в частности, в 1989 г. дирижировал юбилейным концертом к 45-летию Македонского филармонического оркестра, получив высокую оценку местной прессы. В этот период также некоторое время возглавлял Симфонический оркестр Белградского радио и телевидения.
В Югославии записал ораторию Томы Прошева «Солнце древней земли» (1967), в Австралии — оперу Уильяма Уолтона «Медведь» (1980).